# Steatoda morsitans
Steatoda morsitans là một loài nhện trong họ Theridiidae.
Loài này thuộc chi Steatoda. Steatoda morsitans được Octavius Pickard-Cambridge miêu tả năm 1885.